# ديك كونغور
ديك كونغور (بالإنجليزية: Dick Conger)‏ هو لاعب كرة قاعدة أمريكي، ولد في 3 أبريل 1921 في لوس أنجلوس في الولايات المتحدة، وتوفي بنفس المكان في 16 فبراير 1970.

## وصلات خارجية
- ديك كونغور على موقع دوري كرة القاعدة الرئيسي (الإنجليزية)
- ديك كونغور على موقعبيزبول رفرنس.كوم (الدوري الرئيسي) (الإنجليزية)
- ديك كونغور على موقعبيزبول رفرنس.كوم (الدوري الثانوي) (الإنجليزية)